# 碇ヶ関御関所

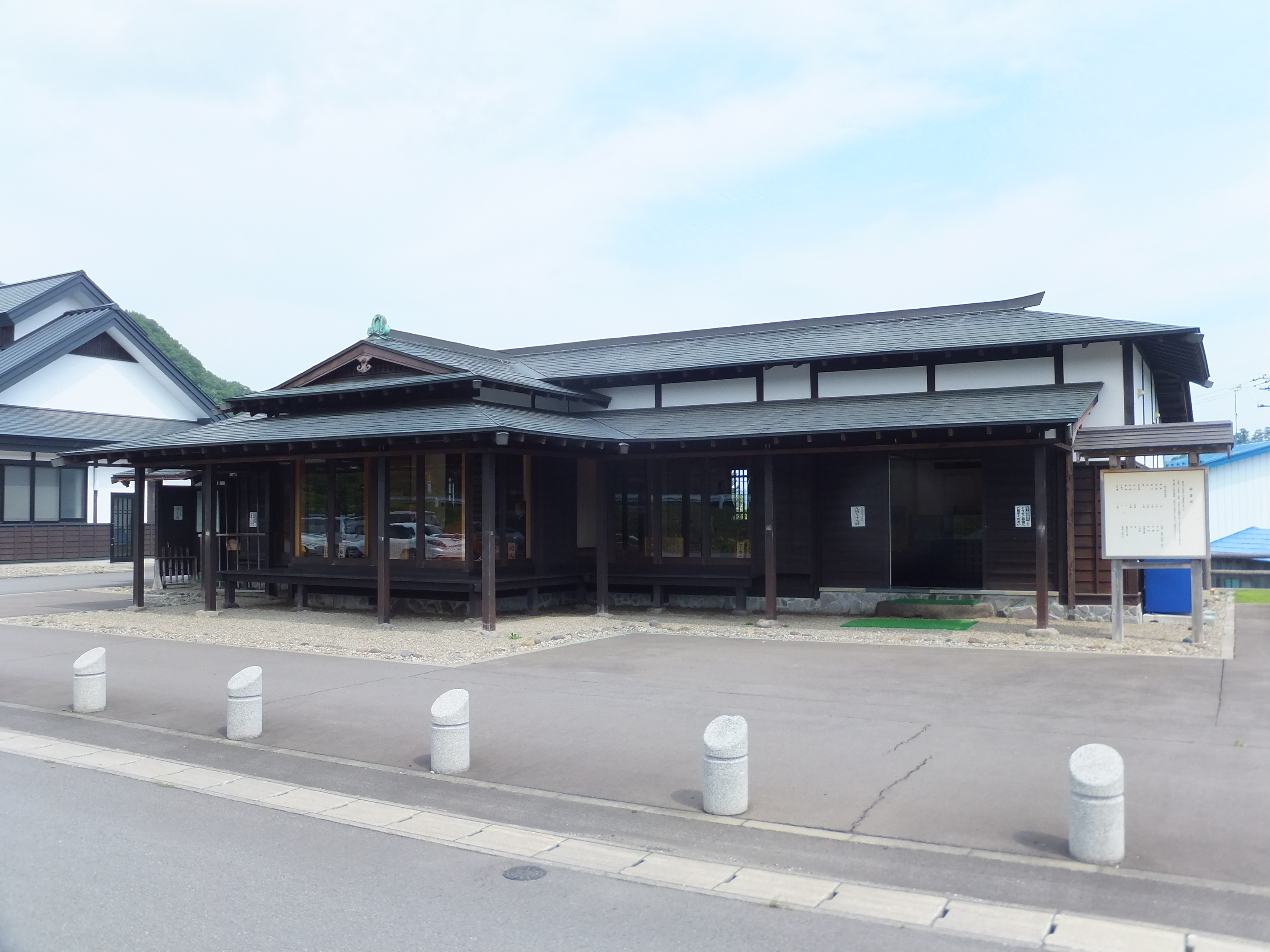
道の駅いかりがせき内、関所資料館

碇ヶ関御関所（いかりがせきおんせきしょ）は、陸奥国碇ヶ関（現在の青森県平川市碇ヶ関）に津軽藩が設置していた関所。藩政時代には野内（青森市）、大間越とともに津軽三関の一つつされ、四代津軽信政の寛文年間に参勤交代の道路が大間越から碇ヶ関に変更された。

## 概要
関所は1586年（天正14年）から1871年（明治4年）まで存在した。
秋田藩境の矢立峠から下って湯ノ沢道が碇ヶ関道に交差する付近の上の番所を峠下御番所といい、次に南部道との分岐点に中の番所を折橋御番所といった。そこからさらに下って津刈川が平川に合流する地点に船岡御番所があり、さらに町の南端の入り口に大橋の番所があり、この番所が通常碇ヶ関番所（御番所）と言われた。ほかに脇道番所が早瀬野と島田（大鰐町）の甚吉峠にあり補助的な役割を果たしていた。番所は町奉行が統括し、町同心警固、町同心、町年寄らが15人、名主2人に月行事が5人、勤番目付が1人役目についていた。町奉行は2人で、4ヶ月交代であった。武器は文化8年（1811年）の記録ではヤリが10本、弓が10張、矢が200筋、鉄砲が20挺であった。中の番所や上の番所にも小規模ながら武器が備え付けられていた。天明8年（1788年）に古川古松軒はこの番所を通り、その記録を『東遊雑記』に「厳重なること中々箱根の御番所などの及ぶ事にあらず。普請至って念の入りし番所なり」と記している。
1586年（天正14年）、津軽為信が浅利氏との戦いから帰陣した際に設置された。もとの地名は碇ヶ岡だったが関所の設置により碇ヶ関に改められた。
1821年（文政4年）津軽寧親は相馬大作事件のために、相馬大作が待ち伏せを行っている街道や碇ヶ関関所を避け、大間越関所を通り弘前に帰国した。その参勤のルートを変更する名目は、海岸防備の視察であった。
現存するものは津軽湯の沢駅近く、羽州街道（現・国道7号）・津軽街道（現・国道282号）の交点付近（北緯40度26分32.0秒 東経140度38分6.0秒 / 北緯40.442222度 東経140.635000度）にあった折橋御番所（中の番所）当時のものを1984年（昭和59年）に再現したもので、関所跡は2005年に道の駅いかりがせきに移転し公開されている。また移転と同時に碇ヶ関関所資料館も道の駅内に新設されている。

## 歴史
- 1586年（天正14年） - 津軽為信によって設置される。
- 1685年（貞享2年） - 落成。
- 1871年（明治4年） - 廃止。
- 1984年（昭和59年） - 折橋御番所を碇ヶ関御関所として復元。
- 2005年（平成16年）7月30日 - 道の駅いかりがせきに移転。

## 遺構
表番所、高麗門などが現存する。